# 相模女子大学小学部
相模女子大学小学部（さがみじょしだいがくしょうがくぶ、英字表示：Sagami Women's University Elementary School）は、神奈川県相模原市南区文京二丁目に所在する私立共学小学校。女子児童の大半は相模女子大学中学部・高等部に進学する。

## 概要
- 国際理解教育を取り入れ、海外研修にも力を入れている。

## 沿革
- 1900年 - 日本女学校設立（東京府東京市本郷区龍岡町）
- 1930年 - 帝国女子専門学校として統合
- 1951年 - 小学部開設
- 1962年 - 第1回臨海学校開設
- 1973年 - 新校舎完成・第1回森林教室開始
- 2001年 - 小学部開校50周年記念式典・祝賀会挙行

## 教育理念

### 建学の精神
- 高潔善美

### 教育目標
- 賢い子
- 優しい子
- 強い子
- 元気な子

## 交通
- 小田急小田原線・小田急江ノ島線の相模大野駅より大学正門まで徒歩10分。

## その他付属施設

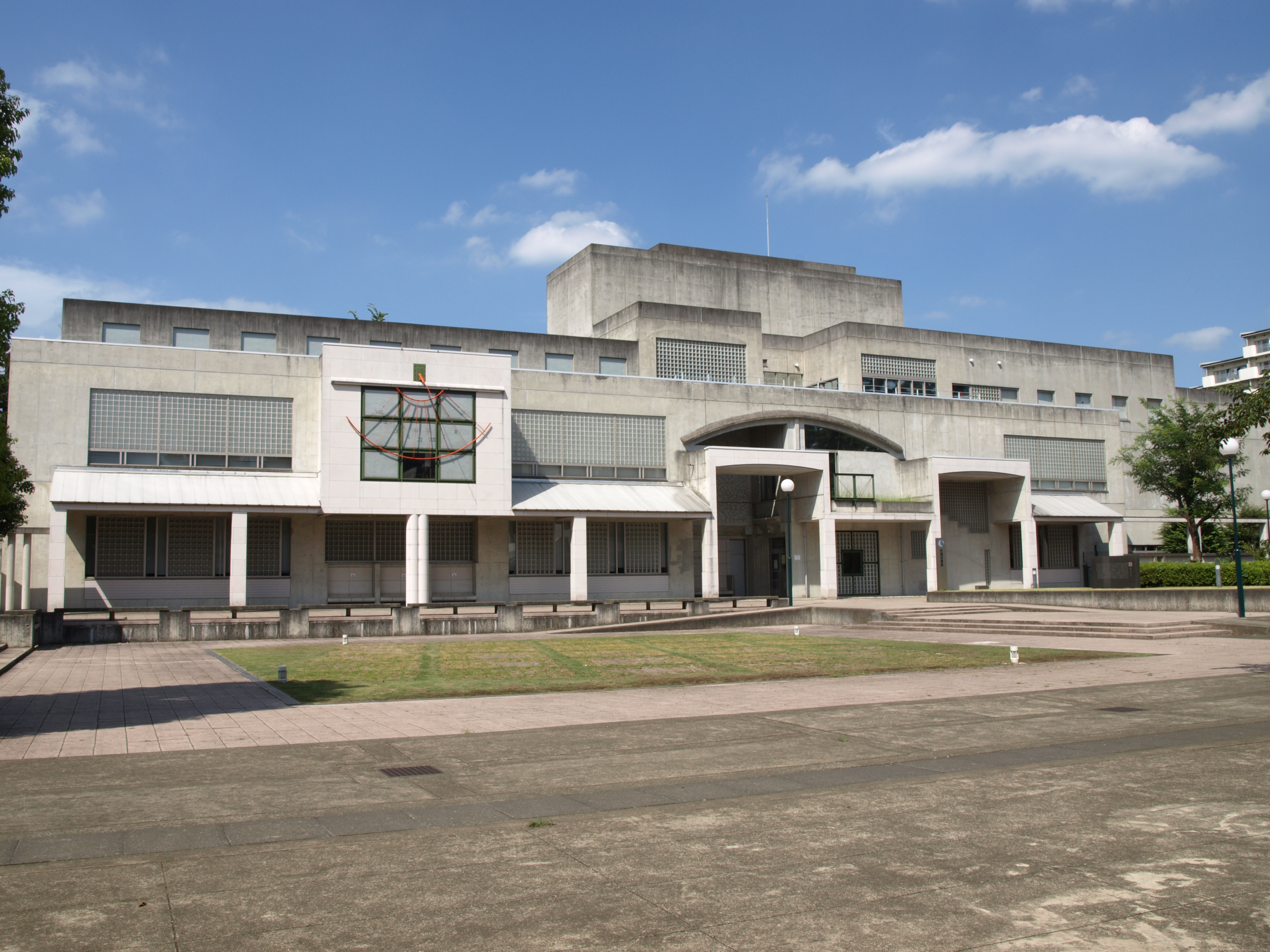
付属図書館

- 相模女子大学
- 相模女子大学付属図書館
- 相模女子大学中学部・高等部
- 相模女子大学幼稚部